# 楊國宗 (漫畫家)
楊國宗（2月25日—）是台灣的漫畫家。出生於台北。
代表作為《棋神》。

## 人物
學生時期開始向漫畫出版社投稿。1993年以時空小福星於青文《小叮噹》雙週刊開始連載而正式出道。後來因當兵中斷創作一段時間。役畢後透過朋友介紹認識許培育又重新開始創作。

## 作品一覽

### 長篇漫畫
- 時空小福星（連載於青文《小叮噹》雙週刊）
- 以柔克剛
- 綠茶小精靈（連載於青文《巨彈小子》）
- 棋神（連載於東立《龍少年》月刊）

### 單行本
- 時空小福星（全1集）青文，1994年8月15日，ISBN 957539254X
- 以柔克剛（全1集）青文，1995年11月15日，ISBN 9575394151
- 綠茶小精靈（全2集）青文，1996年
- 棋神（全2集）

## 外部連結
- 楊國宗介紹 （页面存档备份，存于）